# Cát Văn
Cát Văn là một xã miền núi thuộc huyện Thanh Chương, tỉnh Nghệ An, Việt Nam. 

## Địa giới
Xã Cát Văn giáp có địa giới giáp:
- Phía Bắc giáp xã Nam Sơn và xã Lưu Sơn - huyện Đô Lương
- Phía Tây giáp xã Nam Sơn - huyện Đô Lương
- Phía Nam giáp xã Phong Thịnh - huyện Thanh Chương
- Phía Đông giáp xã Thuận Sơn và một phần giáp xã Đà Sơn - huyện Đô Lương.

Địa giới với huyện Đô Lương về phía Tây là con sông Lam. 

## Văn hóa
- Tuy là một xã miền núi nhưng lại là một vung quê hiếu học có nhiều người tài đã và đang đóng góp cho đất nước như nhà thơ Nguyễn Bùi Vợi (1933-2008), nhà doanh nghiệp trẻ Giản Tư Trung, Nguyễn Thế Bình (đỗ tiến sĩ năm 1775).[cần dẫn nguồn], nhà báo Trần Duy Ngoãn: Giám đốc, TBT Đài PTTH Nghệ An.
- Cát Văn là một xã có truyền thống cách mang bất khuất trong hai cuộc kháng chiến chống pháp và chống Mĩ, hiện nay còn lưu giữ nhiều di tích lịch sử cũng như con người gắn liền với hai cuộc kháng chiến chống Pháp và chống Mỹ như đình Đạo Ngạn, cây Sanh, các anh hùng LLVT như Hoàng Đình Kiền...[cần dẫn nguồn]